# Caltanissetta (stad)
Caltanissetta is een stad op het eiland Sicilië, dat zelf een autonome regio van Italië is. Het is de hoofdstad van de gelijknamige provincie. De naam van de stad is mogelijk een verbastering van het Arabische Qalat al Nissa, het vrouwenkasteel. Deze naam is weer afkomstig van Castra Nicia, de naam van een fort dat hier in de vijfde eeuw voor Christus door inwoners van Carthago werd gebouwd. Inwoners zelf zeggen dat het afkomstig is van anissetta, anijs.
Caltanissetta ligt in het hart van het eiland, 110 kilometer ten zuidoosten van de regiohoofdstad Palermo, op een hoogte van 588 meter aan de voet van de Monte San Giuliano. De stad telt 61.000 inwoners.
Caltanissetta bestond reeds ten tijde van het Romeinse Rijk maar werd pas een plaats van belang in de 9e eeuw, toen het onder Arabische invloeden kwam. De stad stond in de periode daarna onder andere onder Spaanse en Bourbonse heerschappij, tot ze in 1860 met de rest van Sicilië deel uit ging maken van het koninkrijk Italië.
De volgende frazioni maken deel uit van de gemeente: Santa Barbara.

## Externe link

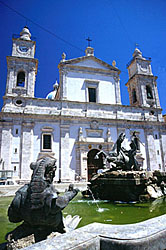
Kathedraal
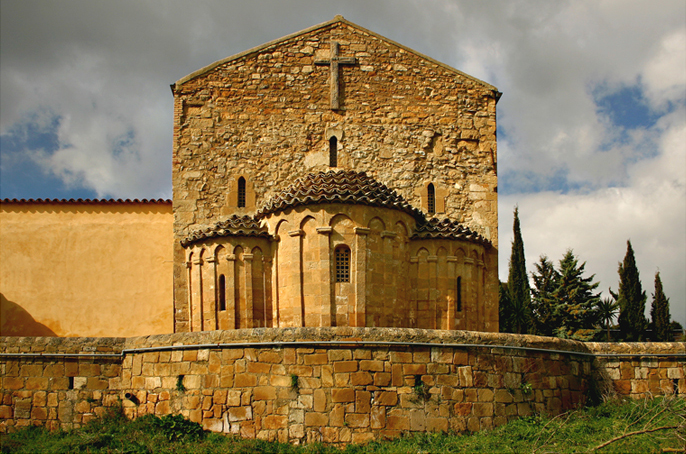
Kerk
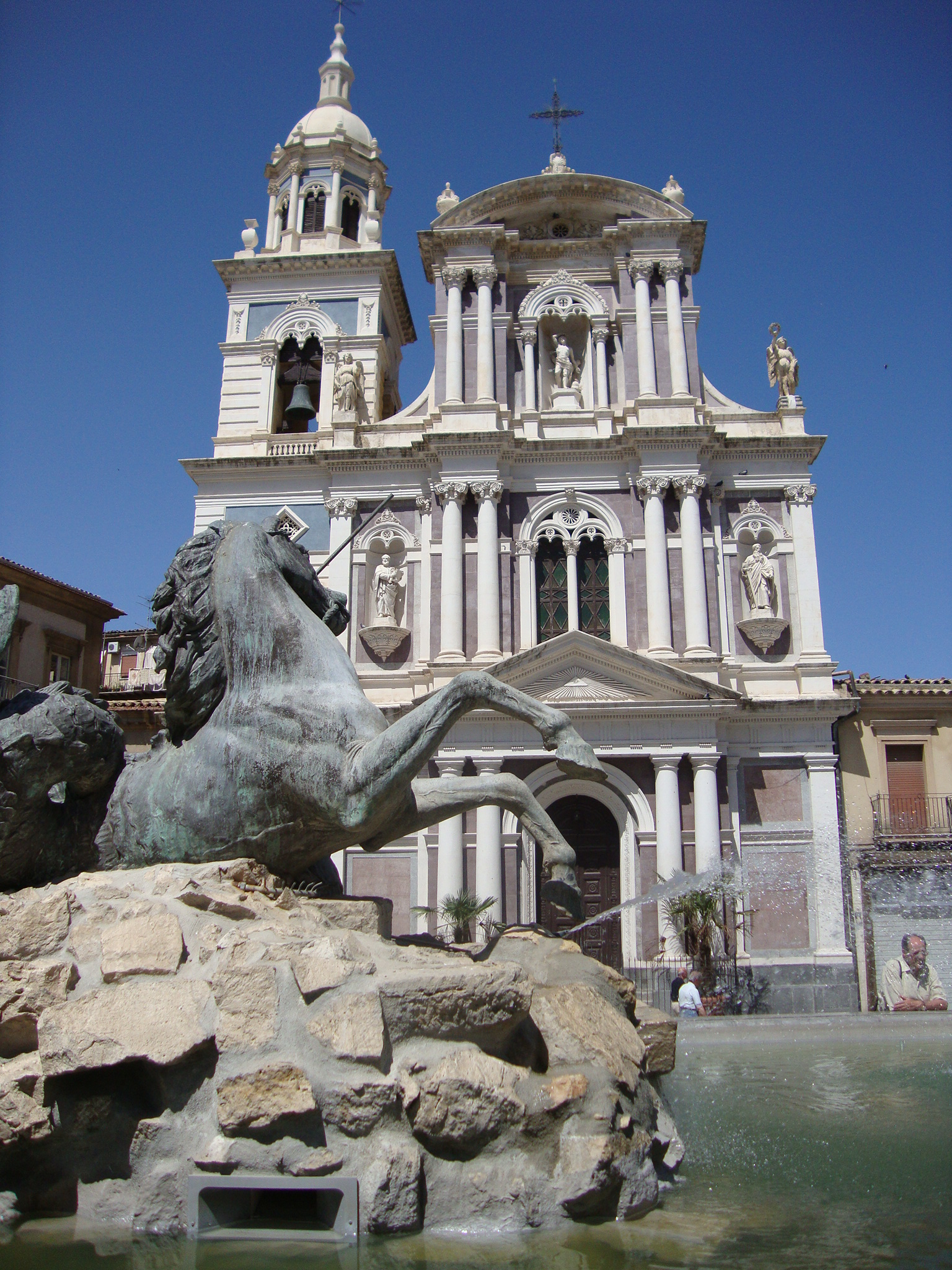
Kerk
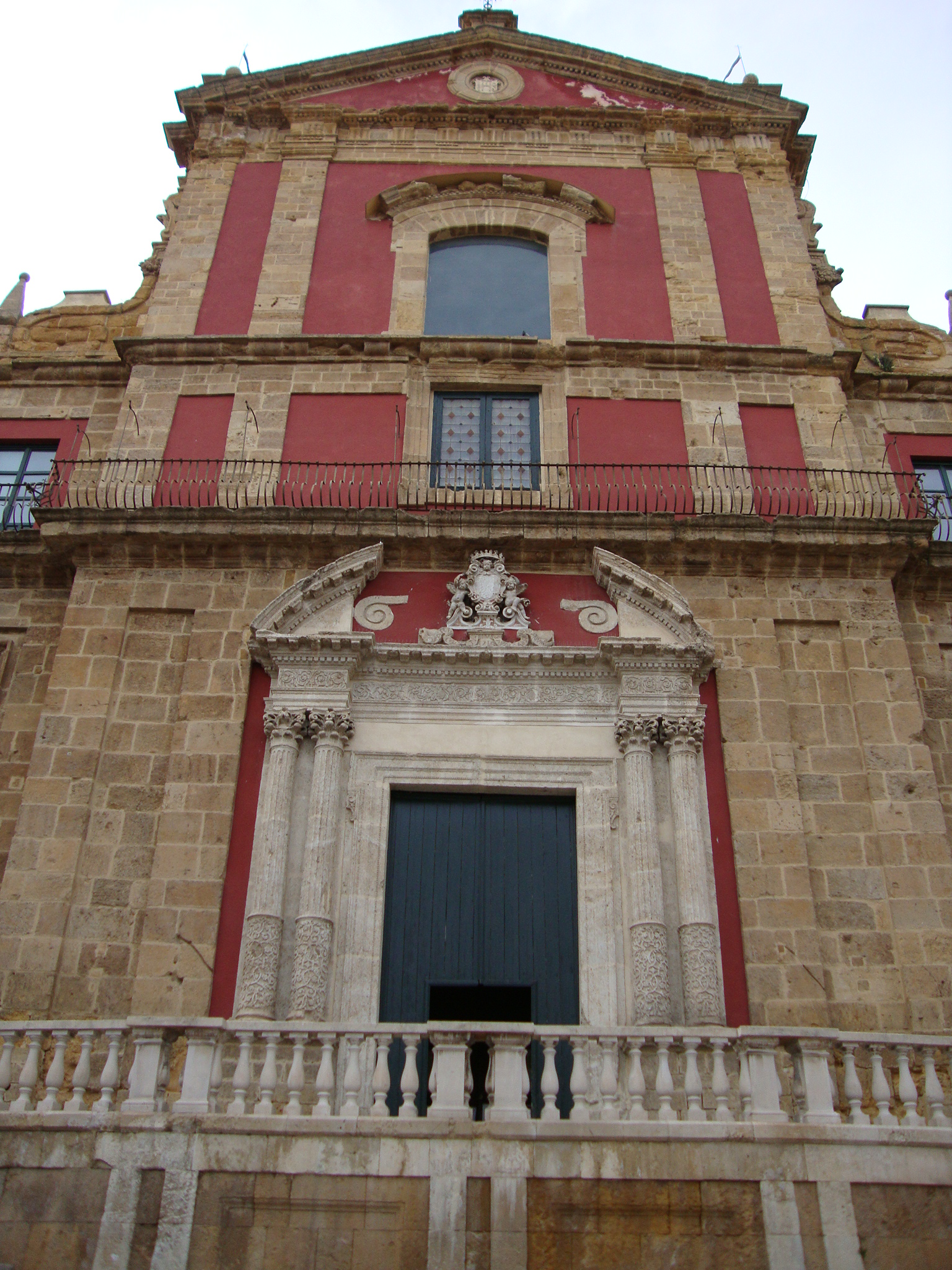
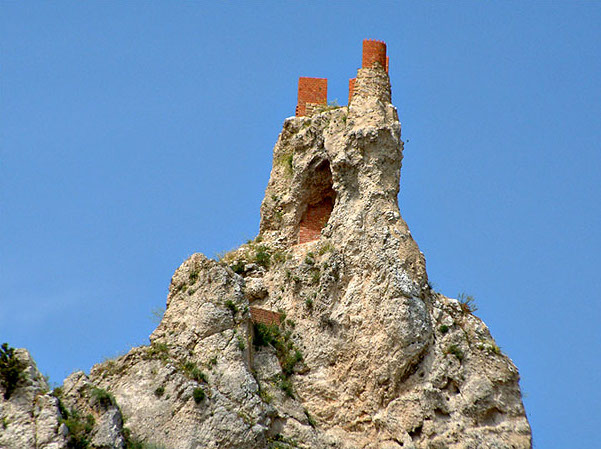
Kasteel
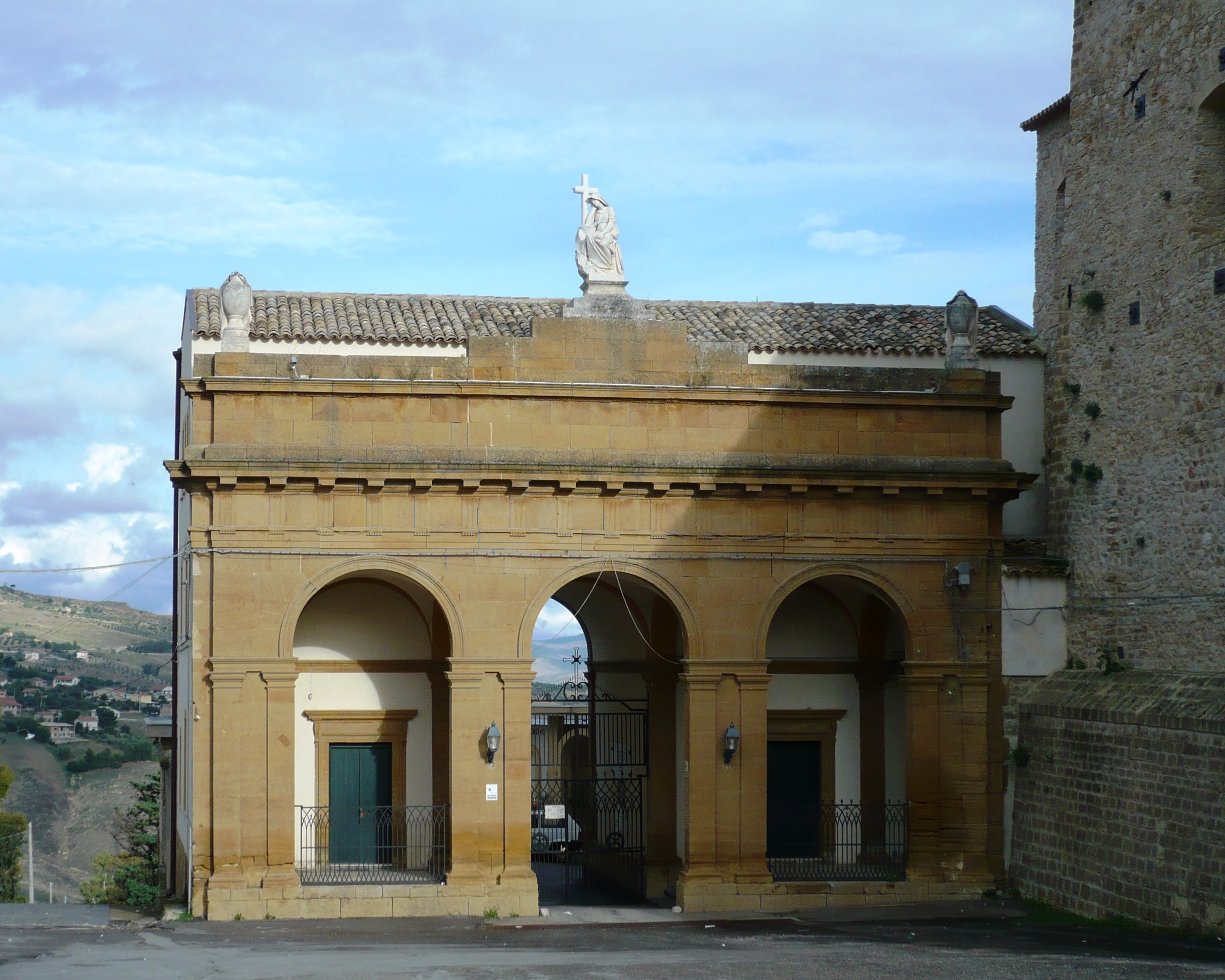